# السفير الليبي لدى الأمم المتحدة
الممثل الدائم للدولة الليبية لدى الأمم المتحدة Libyan Ambassador to the United Nations هو رئيس الوفد الليبي لدى الأمم المتحدة، والمسؤول عن البعثة الليبية لدى الأمم المتحدة. ويحمل الممثلون الليبيون لدى الأمم المتحدة رتبة سفير.

## قائمة السفراء
فيما يلي قائمة بالترتيب الزمني لأولئك الذين شغلوا مكتب السفير:
| # | السفير          | سنوات الخدمة                 | رئيس الدولة                                                       |
| - | --------------- | ---------------------------- | ----------------------------------------------------------------- |
| 1 | وهبي البوري     | 1965-1963                    | الملك محمد إدريس السنوسي                                          |
| — | د. وهبي البوري  | 1965-1972                    | الملك محمد إدريس السنوسي/ معمر القذافي                            |
| 2 | منصور الكيخيا   | 1980-1975                    | معمر القذافي                                                      |
| — | —               | —                            | معمر القذافي                                                      |
| 3 | أبو زيد دوردة   | 2003-1997                    | معمر القذافي                                                      |
| 4 | علي التريكي     | 18 سبتمبر 2003 - 4 مارس 2009 | معمر القذافي                                                      |
| 5 | عبد الرحمن شلقم | 4 مارس 2009 - 23 يوليو 2013  | معمر القذافي/ مصطفى عبد الجليل/ محمد يوسف المقريف ونوري أبو سهمين |
| 6 | إبراهيم الدباشي | 23 يوليو 2013 - أغسطس 2016   | عقيلة صالح عيسى/ فايز السراج                                      |
| 7 | المهدي المجبري  | أغسطس 2016 - حاضر            | عقيلة صالح عيسى/ فايز السراج                                      |
| 8 | طاهر السني      | 2020-الآن                    | السراج                                                            |